# Ларкин, Дилан
Ди́лан Джеймс Ла́ркин (англ. Dylan James Larkin; род. 30 июля 1996, Уотерфорд, Мичиган) — американский хоккеист, выступающий на позиции центрального нападающего за клуб Национальной хоккейной лиги «Детройт Ред Уингз». Капитан команды.

## Ранние годы
Дилан Ларкин стал вторым ребёнком в семье Кевина и Дениз Ларкин — у Дилана есть единственный старший брат Колин. Дилан вырос в родном Уотерфорде, где посещал начальную школу Адамса, после — среднюю школу Мэйсон Мидл, а в старших классах учился в школе Утерфорд Мотт. До 16 лет он жил со своей семьёй в доме на Клинтонвилл Роуд, пока в 2012 году не переехал в другой город — Анн-Арбор. В возрасте двух лет Ларкин научился стоять на роликовых коньках и очень часто он проводил время, катаясь, на улице вместе с Колином, а также своими двоюродными братьями Адамом и Райаном. Ещё в раннем детстве Ларкин увлёкся хоккеем и стал большим поклонником клуба «Детройт Ред Уингз». Комната маленького Дилана тематически была украшена символикой его любимой команды, а он сам регулярно смотрел матчи «красных крыльев» по телевизору. В свои два года Дилан сделал первые шаги на хоккейных коньках, после чего в зимнее время года начал кататься на покрытых льдом прудах в окрестностях Уотерфорда и на льду озера Окленд. В возрасте четырёх лет Ларкин начал заниматься хоккеем. Его первой командой стала «Хокс», выступающая в хоккейной ассоциации Лэйкланда. Когда Дилану исполнилось восемь лет он стал играть в системе «Билль Тайр». Выступая за разные возрастные команды «Билль Тайр» Ларкин трижды становился чемпионом штата Мичиган, а в сезоне 2010/11 выиграл золотые медали национального чемпионата среди подростков в возрасте до 15 лет. В 2011 году он получил приглашение на сборы в тренировочный лагерь национальной программы развития хоккея. В своём последнем сезоне выступления за «Билль» — 2011/12 — Дилан был назначен капитаном команды юношей в возрасте до 16 лет.
В детском и подростком возрасте Дилан занимался футболом, баскетболом, бейсболом и американским футболом, а также в летнее время года играл в роллеркей за команду «Детройт Бордеркэтс», однако в возрасте 14 лет он окончательно оставил остальные виды спорта и полностью сосредоточился на хоккее, чтобы реализовать свою мечту — стать профессиональным хоккеистом и выступать за один из клубов Национальной хоккейной лиги (НХЛ).

## Карьера

### Клубная
Сезоны 2012/2013, 2013/2014 провёл в составе юниорской сборной США выступающей в USHL по программе развития хоккея США.
В сезоне 2014/2015 выступал за хоккейную команду Мичиганского университета, а позже за «Гранд-Рапидс Гриффинс» из Американской хоккейной лиги.
На драфте НХЛ 2014 года выбран командой «Детройт Ред Уингз» в 1-м раунде под общим 15-м номером.
Дебютировал в НХЛ 9 октября 2015 года в матче против «Торонто Мейпл Лифс», в котором отметился одной заброшенной шайбой и одним результативным пасом. По итогам ноября сезона НХЛ 2015/2016 был признан лучшим новичком месяца. 6 января 2016 года был выбран лигой для участия в матче всех звёзд.
10 августа 2018 года подписал с клубом новый пятилетний контракт.
13 января 2021 года был назначен капитаном «Ред Уингз». 18 декабря 2021 года в матче с «Нью-Джерси Девилз» оформил свой первый хет-трик в НХЛ.
1 марта 2023 года подписал с «Ред Уингз» новый восьмилетний контракт на сумму $ 69,6 млн.

### Международная
На международном уровне выступает за сборную США. Победитель юниорского чемпионата мира 2014. Участник молодёжного чемпионата мира 2015. Бронзовый призёр чемпионата мира 2015.

## Статистика
| Легенда | Легенда                    | Легенда | Легенда                   | Легенда | Легенда    |
| ------- | -------------------------- | ------- | ------------------------- | ------- | ---------- |
| И       | Количество проведённых игр | Штр     | Штрафное время            | +/−     | Плюс-минус |
| Г       | Голы                       | П       | Голевые передачи          | О       | Очки       |
| -       | Статистика неизвестна      | —       | Статистика не учитывалась |         |            |